# シュミットミューレンの戦い
シュミットミューレンの戦い（シュミットミューレンのたたかい、ドイツ語: Schlacht bei Schmidmühlen）はスペイン継承戦争中の1703年3月28日、神聖ローマ帝国軍とバイエルン選帝侯領の軍の間で戦われた戦闘。バイエルン軍の勝利に終わった。

## 背景
バイエルン選帝侯マクシミリアン2世エマヌエルはスペイン継承戦争が勃発した直後、攻勢に出ており、1703年2月にはプファルツ＝ノイブルク公領を占領した。オーバープファルツでの領地も合わせて、フランケン・クライスへの侵攻の基地を確保した形となった。ヘルマン・オットー2世・フォン・リンブルク＝スティルム将軍率いる帝国軍が西からバイエルンに侵攻すると、フランケン軍もそれに合流、1703年3月8日にディートフルトでバイエルン軍の反撃を撃退した。帝国軍はそのまま進軍、17日にノイマルクト要塞を落とした。進軍が再開されると、26日にフェルブルクが落とされた。

## 経過
スティルムが進軍する最中、マクシミリアン2世エマヌエルはバイエルン本軍を率いて進軍、当時パッサウの南東で行軍していたレオポルト・シュリク・ツー・バッサーノ・ウント・ヴァイスキルヒェン将軍率いる帝国軍を破った後、急速に攻めてきた。そして、バイエルン軍がスティルムの進軍を阻止しようとすると、両軍はシュミットミューレンで会戦した。マクシミリアン2世エマヌエルはこの会戦では勝利したが、バイエルン南部への侵攻に対応しなければならなかったため、勝利を拡大することができず、オーバープファルツ地域が帝国軍に占領されたままとなり、フランケン・クライスへの脅威は去った。